# Bettendorf (Iowa)
Bettendorf es una ciudad situada en el condado de Scott, en el estado de Iowa, Estados Unidos. Según el censo de 2000 tenía una población de 31.275 habitantes.

## Geografía
Según la Oficina del Censo de los Estados Unidos, la localidad tiene un área total de 57,95 km², de los cuales 55,00 km² corresponden a tierra firme y el restante 2,95 km² a agua, que representa el 5,08% de la superficie total de la localidad.
Bettendorf es una de las llamadas Quad Cities junto con Davenport, en el propio estado de Iowa, y Moline, East Moline y Rock Island en el vecino estado de Illinois, distribuidas en las dos orillas del río Misisipi.

## Demografía
Según el censo de 2000, había 31.275 personas, 12.474 hogares y 8.719 familias residiendo en la localidad. La densidad de población era de 568,64 hab./km². Había 13.044 viviendas con una densidad media de 237,1 viviendas/km². El 95,01% de los habitantes eran blancos, el 1,58% afroamericanos, 0,21% amerindios, el 1,42% asiáticos, el 0,01% isleños del Pacífico, el 0,68% de otras razas, y el 1,08% pertenecía a dos o más razas. El 2,47% de la población eran hispanos o latinos de cualquier raza.
Según el censo, de los 12.474 hogares, en el 34,0% había menores de 18 años, el 59,5% pertenecía a parejas casadas, el 8,1% tenía a una mujer como cabeza de familia, y el 30,1% no eran familias. El 26,0% de los hogares estaba compuesto por un único individuo, y el 9,7% pertenecía a alguien mayor de 65 años viviendo solo. El tamaño promedio de los hogares era de 2,48 personas, y el de las familias de 3,01.
La población estaba distribuida en un 26,2% de habitantes menores de 18 años, un 6,7% entre 18 y 24 años, un 28,0% de 25 a 44, un 26,6% de 45 a 64, y un 12,4% de 65 años o mayores. La media de edad era 39 años. Por cada 100 mujeres había 94,3 hombres. Por cada 100 mujeres de 18 años o más, había 91,3 hombres.
Los ingresos medios por hogar en la localidad eran de 54.217 dólares ($), y los ingresos medios por familia eran 66.620 $. Los hombres tenían unos ingresos medios de 48.524 $ frente a los 28.564 $ para las mujeres. La renta per cápita para la ciudad era de 28.053 $. El 4,8% de la población y el 3,3% de las familias estaban por debajo del umbral de pobreza. El 5,3% de los menores de 18 años y el 4,9% de los habitantes de 65 años o más vivían por debajo del umbral de pobreza.